# William Cowper, 1:e earl Cowper
William Cowper, 1:e earl Cowper, född omkring 1664, död 1723, var en engelsk rättslärd och politiker. Han var son till whigpolitikern sir William Cowper (död 1706).
Cowper blev 1688 praktiserande advokat, invaldes 1695 i underhuset och förvärvade sig snart stort anseende både som sakförare och politisk vältalare. År 1705 blev han Lord Keeper of the Great Seal (storsigillbevarare) och 1706 deltog han i de engelsk-skotska unionsförhandlingarna. 
När Storbritannien utropades i maj 1707 blev han landets första lordkansler. Vid whigministärens fall 1710 nedlade han sitt ämbete, men återfick det 1714 vid Georg I:s tronbestigning. Vid det stuartska upprorsförsöket 1715 agerade Cowper kraftfullt och presiderade vid processen mot "de 15 rebellerna". 
År 1718 avgick han, formellt av hälsoskäl, men troligen på grund av hovintriger. I överhuset, där han 1721 framställde den första i engelsk parlamentshistoria omtalade interpellationen, verkade han fram till sin död 1723. 
Hans skrift om det engelska partiväsendet, An impartial history of parties, är tryckt som bilaga till hans biografi i lord Campbells Lives of the chancellors.